# Коптелово (село, Свердловская область)
Коптелово — село в муниципальном образовании Алапаевское Свердловской области, Россия. Центр Коптеловского территориального управления. Известно музеем крестьянского быта и несколькими избами XVII века.

## Население
| 1959 | 2002  | 2010  |
| ---- | ----- | ----- |
| 1489 | ↘1467 | ↘1292 |

## География
Село Коптелово расположено на левом берегу реки Реж, в 20 километрах (по автотрассе в 21 километре) от города Алапаевска, к северо-востоку от Екатеринбурга и к юго-западу от Нижнего Тагила. В окрестностях села, в посёлке Коптелово, в 7 километрах (по автотрассе в 9 километрах) к западу-юго-западу от села расположена одноимённая железнодорожная Свердловской железной дороги. В окрестностях села на реке Реж расположен геоморфологический и ботанический природный памятник Камень Основанский, это скалистые обнажения горных пород, покрытые лесом. Также в окрестностях обустроен и освящён родник. В начале XX века отмечалось, что «местность, занимаемая селом Коптеловским Верхотурского уезда, была ровной, спускающаяся к реке крутым известковым каменистым обрывом, доходящим в иных местах до 10 сажень. Климатические условия были здесь не благоприятными для здоровья в виду находящихся к югу от села в изобилии болот. Почва была разнообразной: чернозёмная, песчаная, глинистая, известковая, богатая минералами».

## История
Датой основания села считается 1663 год, когда крестьянин Иван Коптелов срубил первую коптеловскую избу. Согласно данным Министерства культуры Свердловской области, начало строительства избы датируется 1630 годом.
Название своё село получило от фамилии первого поселенца на берегу реки Реж. До 1751 года село было деревней Арамашевского прихода. Прихожан в 1902 году было 2153 мужского и 2280 женского пола. В начале XX века основным занятием сельчан было хлебопашество; подсобным являлась перевозка железа, чугуна, руды Алапаевских заводов к пристаням на реку Чусовую и в города Ирбит и Тюмень.
В 1944—1963 годах Коптелово было центром одноимённого района.

## Школа
В 1872 году в селе было основано начальное смешанное училище в собственном помещение.

## Инфраструктура
В селе работают сельский клуб, библиотека, средняя школа, детский сад, детская и взрослая поликлиники, станция скорой помощи, пожарная часть, опорный пункт полиции, отделения почты и «Сбербанка».
До села можно добраться на автобусе из Екатеринбурга и Алапаевска и на электричке до станции Коптелово в посёлке Коптелово, затем на такси до села.

## Промышленность
- ООО «Коптеловский завод погонажных изделий».

## Родник
Родник Влюблённых входит в Коптеловский музейный комплекс. Именно в устье родника была поставлена изба Ивана Коптелова (1630—1781, по данным Министерства культуры Свердловской области), которая сегодня признана объектом культурного наследия. С XVIII века над коптеловским источником стояла часовня, в 2002 году она была восстановлена, удачно вписавшись в общий вид села. По преданию, вода родника какой-то особой силой скрепляет настоящую любовь, сохраняя чувства молодых на долгие годы, именно поэтому коптеловский источник прозвали родником Влюблённых.

## Вознесенский храм
Существовавший в селе с 1754 года деревянный храм в 1799 году сгорел, а в 1800 году был заложен каменный в честь Вознесения Господня с приделом во имя Святого великомученика Дмитрия Солунского, освящённый 27 октября 1803 года. Главный храм был освящён 17 июня 1823 год.; 8 октября 1884 года был при храме заложен правый придел в честь Святого Праведного Симеона Верхотурского Чудотворца и освящён 23 ноября 1889 года. В 1886—1893 годах храм украшался стенною живописью. В числе изображений было крушения царского поезда 17 октября 1888 года. В храме был образ Спасителя (икона была вырезана из дерева, в рост человека, спаситель находился в сидячем положении с оковой на левой ноге), принесённый одним прихожанином из города Туринска в 1827 году. Музыкальный звон колоколов, приобретённых в 1899—1900 годах на Гатчинском заводе г. Лаврова, были настроенны в тоне A-dur. Эти колокола предназначались для Верхотурского Свято-Николаевского монастыря, но коптеловцы их перекупили. Ранее храм окружала ажурная кованая ограда в белых мраморных столбах вокруг храма. Храм был украшен фресками в 1886—1893 годах, а в 1936 году он был закрыт.

## Коптеловский музей

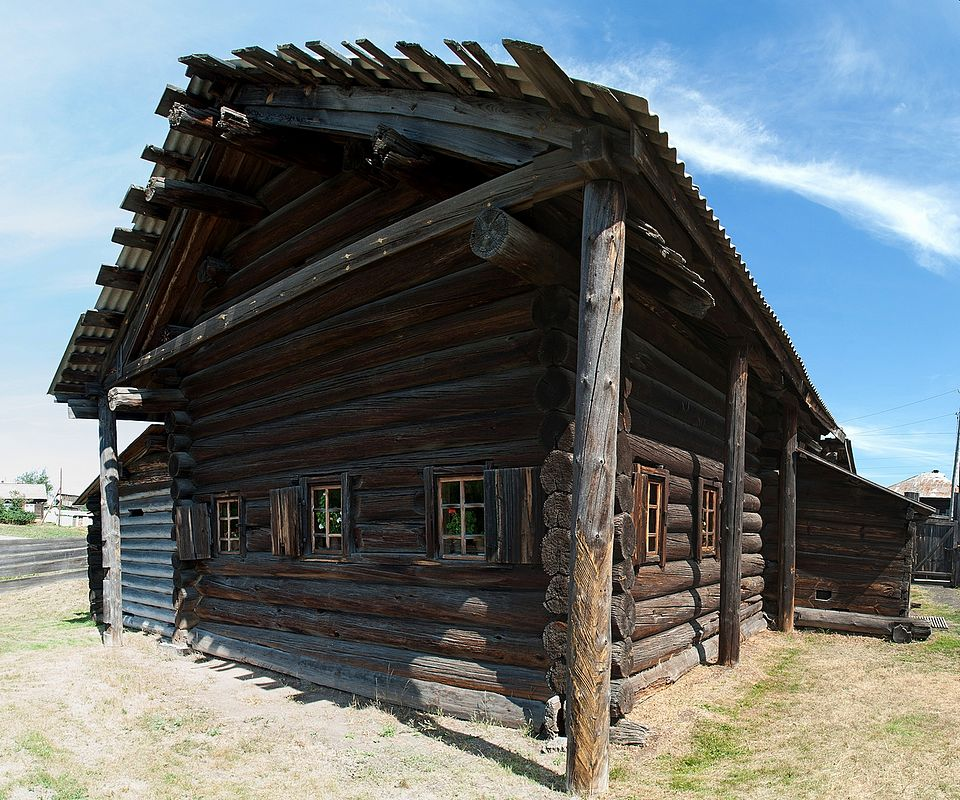
Изба бабы Кати

В старинном селе Коптелово действует музей истории земледелия и крестьянского быта села Коптелова — уникальный музей, рассказывающий о жизнедеятельности крестьян, их материальной и духовной культуре. Музей труда и быта уральских крестьян. Он был открыт в 1969 году ветеринарным врачом и краеведом А. Г. Потаскуевым.

#### Общее описание
Уникальный музейный объект — крестьянский жилой дом конца XVII века, так называемый «Изба Бабы Кати». Последней хозяйкой дома была Екатерина Тимофеевна Калинина, у которой в 1972 года он и был куплен. Музейный комплекс раскинулся по всему селу и пропитан атмосферой сельского труда и быта. Его павильоны подробно знакомят туристов с различными сторонами жизни уральских крестьян в разные периоды истории: изба XVII века и дом XIX столетия, павильон ремёсел и зал по истории земледелия, кузница и мемориальные экспозиции. Но главное достоинство музея не в его богатых коллекциях. Во время экскурсий проводятся выступления фольклорного коллектива, катания на лошадях, знакомство с традиционной деревенской кухней. Здесь самая богатая в Свердловской области коллекция сельскохозяйственной техники.

#### Изба бабы Кати
Главная достопримечательность музея — изба бабы Кати (переулок Пушкина, 1), построенная, судя по применённым методам, в конце XVII века. В книге «Режевские сокровища» утверждается, что это старейшее на Среднем Урале здание. Изба бабы Кати полностью срублена топором, без использования пил и рубанков. Изба названа в честь последней жительницы Екатерины Тимофеевны Калининой. В избе сохранился первозданный интерьер (очень редкое явление и не только на Урале): широкие колотые лавки, накатной потолок из целых брёвен, пол из половиц, глинобитная печь, полати, подлавки, матица, обстановка и хозяйственные предметы. Сегодня признана Объектом культурного наследия.

## Известные люди, связанные с Коптелово
В Коптелово родился и вырос Юрий Борисихин — советский журналист, полярный исследователь и общественный деятель. В 1961 году, после окончания Коптеловской средней общеобразовательной школы, он переехал в Свердловск, где окончил факультет журналистики УрГУ, в 1982—1983 годах стал участником полярной экспедиции газеты «Советская Россия», а с 1991 года возглавил Урало-Сибирскую Федерацию ЮНЕСКО.